# Jonathan Norbye
Jonathan Vonheim Norbye (* 26. März 2007 in Alta, Norwegen) ist ein norwegischer Fußballspieler. Er steht bei RB Leipzig unter Vertrag und spielt derzeit als Leihspieler für Arminia Bielefeld.

## Karriere
Norbye wechselte im Sommer 2023 vom nordnorwegischen Verein Alta IF, wo er ein Jahr zuvor in den Seniorenbereich einstieg und in zehn Spielen ein Treffer schoss, in den Nachwuchsbereich von RB Leipzig. In den Profikader von RB Leipzig wurde er von Coach Marco Rose erstmals zum Saisonabschluss der Fußball-Bundesliga 2023/24 berufen. In der Auswärtspartie gegen Eintracht Frankfurt am 18. Mai 2024 absolvierte er dann seinen ersten Pflichtspieleinsatz in der Fußball-Bundesliga, als er in den 11. Minute der Nachspielzeit für Xavi Simons eingewechselt wurde. Im Sommer 2025 wurde Norbye an Arminia Bielefeld ausgeliehen.